# Sulcia montenegrina
Espèce
Synonymes
- Paraleptoneta montenegrina Kratochvíl & Miller, 1939

Sulcia montenegrina est une espèce d'araignées aranéomorphes de la famille des Leptonetidae.

## Distribution
Cette espèce est endémique du Monténégro.

## Étymologie
Son nom d'espèce lui a été donné en référence au lieu de sa découverte, le Monténégro.

## Publication originale
- Kratochvíl & Miller, 1939 : Espèces nouvelles cavernicoles du genre Paraleptoneta (aranéides) découvertes en Yougoslavie. Archives de zoologie expérimentale et générale, vol. 80, Notes et Revue, no 3, p. 96-115.